# Yên Định, Bắc Mê
Yên Định là một xã thuộc huyện Bắc Mê, tỉnh Hà Giang, Việt Nam.

## Địa lý
Xã Yên Định có vị trí địa lý:
- Phía đông giáp xã Minh Sơn và xã Minh Ngọc
- Phía tây giáp thành phố Hà Giang và huyện Vị Xuyên
- Phía nam giáp huyện Vị Xuyên và xã Minh Ngọc
- Phía bắc giáp huyện Vị Xuyên và xã Minh Sơn.

Xã Yên Định có diện tích 77,83 km², dân số năm 2019 là 3.580 người, mật độ dân số đạt 46 người/km².

## Hành chính
Xã Yên Định được chia thành 11 thôn: Bản Bó, Bản Loan, Cốc Nghè, Khuổi Chông, Lùng Puồng, Nà Han, Nà Khuổng, Nà Sá, Nà Yến, Phia Dầu, Tạm Mò.

## Lịch sử
Trước đây, Yên Định là một xã thuộc huyện Vị Xuyên.
Ngày 18 tháng 11 năm 1983, Hội đồng Bộ trưởng ban hành Quyết định số 136-HĐBT về việc thành lập huyện Bắc Mê trên cơ sở tách xã Yên Định của huyện Vị Xuyên.